# بزرگنمایی تصویر
اصطلاح IMAG یک فرم کوتاه برای "بزرگنمایی تصویر" است که در صنعت تولید سمعی و بصری مورد استفاده قرار می‌گیرد و به تولید کنسرت ویدئو یا تئاتر ویدئو اشاره دارد و به تماشاچیانی که در فاصله‌ای بسیار دور روی صندلی نشسته‌اند این توان را می‌دهد تا جزئیات زبانی- بدنی و همچنین سیمایی بازیگر را ببینند، جزئیاتی که با چشم غیر مسلح دیده نمی‌شوند.